# Alekséi Yagudin
Alekséi Yagudin, nombrado deportivamente con la transliteración inglesa Alexei Yagudin (ruso: Алексей Константинович Ягудин) (San Petersburgo, Unión Soviética —Rusia—, 18 de marzo de 1980) es un patinador artístico ruso retirado, honrado con el título de Maestro de Deportes de Rusia. Campeón olímpico absoluto en los Juegos Olímpicos de Salt Lake City en 2002, campeón del mundo en cuatro ocasiones (1998, 1999, 2000 y 2002), campeón de Europa en tres ocasiones (1998, 1999, 2002), dos veces ganador de la final del Gran Premio de patinaje, fue también doble campeón del mundo del torneo profesional de Patinaje. Considerado uno de los más grandes patinadores en la historia.